# سحابة سوداء
السحابة السوداء هي ظاهرة تحدث في دلتا مصر متضمنة القاهرة في مصر حيث يقوم المزارعون بحرق قش الأرز بعد موسم الحصاد، وبالإضافة للتلوث الناتج عن عوادم السيارات والمصانع، تغطي مصر هذه السحابة السوداء منذ خريف عام 1999م ويزيد نسبة التلوث 10 مرات عن المعدل الطبيعي.
كيفية حرق قش الارز:
مع مغيب الشمس يقف زارعو الأرز في حقولهم لرش السولار على قش الأرز المنتشر بطول الحقل وعرضه في صفوف متوازية بعد الحصاد. ثم يشعلون النار فيه؛ خاصة ليلا حتى لا يراهم أحد، وما هي إلا لحظات حتى تتصاعد الأدخنة الكثيفة إلى السماء من حقول الأرز لتكوّن سحابة سوداء هائلة. وقد منعت هذه الممارسة تماشيا مع قانون صدر عام 1994 وفرض غرامة قدرها 2000 جنيه.القانون الذي عدل مرة أخرى فرض التخلص من هذه المخلفات بإعادة تدويرها عن طريق تجميعها في المكابس لتحويلها إلى علف للحيوان أو استخدامها كمخصب للتربة. لكن المزارعين يتهربون من ذلك بسبب الخوف من الغرامات بالحرق ليلا.

## وصلات خارجية
- ارتفاع معدلات حوادث الطرق والاختناق بسبب السحابة السوداء، جريدة الدستور
- مصر: جهود لمكافحة «السحابة السوداء» في القاهرة، شبكة الأنباء الإنسانية، 9 أكتوبر 2009
- حتى لا تتكرر ظاهرة السحب السوداء، إسلام أون لاين، 3 أكتوبر 2000
- بالصور.. السحابة السوداء تغطى سماء القاهرة والمنصورة.. وحرق قش الأرز جهاراً نهاراً في الإسماعيلية.. والقليوبية تشيد بوعى الفلاحين، اليوم السابع، 20 أكتوبر 2009
- تأثير السحابة السوداء على الاقتصاد المصري، قناة الجزيرة، 14 نوفمبر 2007
- حرق قش الأرز سبب رئيسي للأزمة: جهود مصرية لمكافحة «السحابة السوداء» فوق القاهرة، الجزيرة نت، 11 أكتوبر 2008
- تقرير خبري: قبل الكارثة: قش الأرز وطرق التخلص منه بعيدا عن السحابة السوداء نسخة محفوظة 6 يونيو 2014 على موقع واي باك مشين.، شبكة إعلاميون من أجل صحافة استقصائية عربية (أريج)